# 知多町 (春日井市)
知多町（ちたちょう）は、愛知県春日井市の町名。現行行政地名は知多町1丁目から4丁目。

## 地理
春日井市南西部に位置し、東は勝川新町・惣中町、西は花長町・味美町、南は勝川町・追進町に接する。

### 河川
- 八田川

## 世帯数と人口
2022年（令和4年）10月1日現在の世帯数と人口は以下の通りである。
| 町丁        | 世帯数  | 人口    |
| ----------- | ------- | ------- |
| 知多町1丁目 | 256世帯 | 560人   |
| 知多町2丁目 | 281世帯 | 685人   |
| 知多町3丁目 | 245世帯 | 577人   |
| 知多町4丁目 | 203世帯 | 495人   |
| 計          | 985世帯 | 2,317人 |

## 学区
市立小・中学校に通う場合、学区は以下の通りとなる。また、公立高等学校に通う場合の学区は以下の通りとなる。
| 町丁   | 番・番地等 | 小学校               | 中学校               | 高等学校普通科 |
| ------ | ---------- | -------------------- | -------------------- | -------------- |
| 知多町 | 全域       | 春日井市立味美小学校 | 春日井市立知多中学校 | 尾張学区       |

## 歴史

### 町名の由来
寛文3年に知多郡藪村周辺からの移住者によって開拓され、知多東・知多屋敷と称されていたことによる。

### 沿革
- 1976年（昭和51年） - 味美知多町・勝川新町・惣中町・追進町の各一部より、知多町が成立[1]。

## 施設
- 春日井市立知多中学校

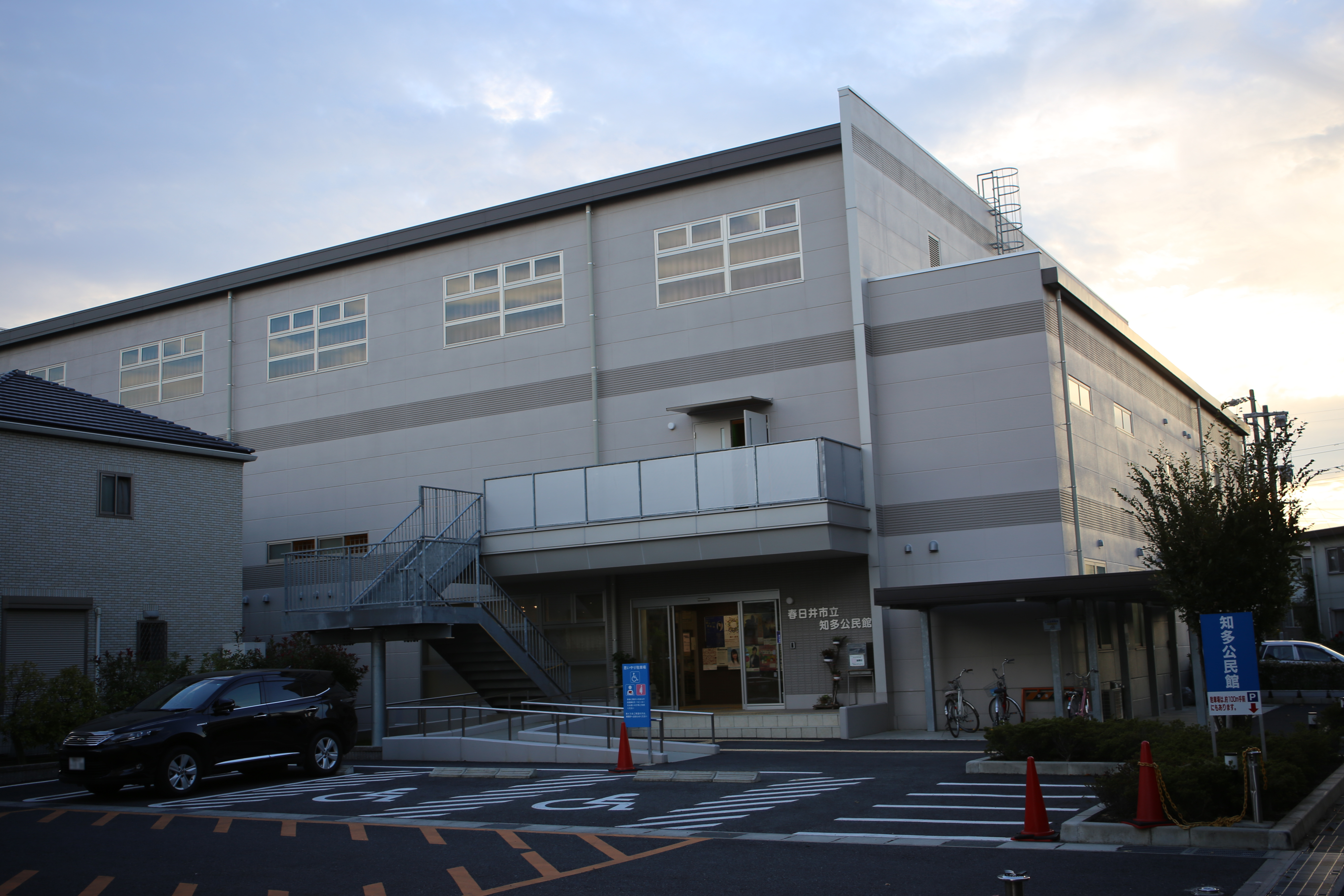
知多公民館
- JA尾張中央味美支店
- 勇助山公園
- 東漸寺

- 知多公民館

## 交通
- 愛知県道59号名古屋中環状線
- 愛知県道196号神屋味美線

## その他

### 日本郵便
- 郵便番号 : 486-0947[3]（集配局：春日井郵便局[8]）。